# Trarego Viggiona
Trarego Viggiona es una localidad y comune italiana de la provincia de Verbano-Cusio-Ossola, región de Piamonte, con 408 habitantes.

## Evolución demográfica
| Gráfica de evolución demográfica de Trarego Viggiona entre 1861 y 2001 |
|                                                                        |
| Fuente ISTAT - elaboración gráfica de Wikipedia                        |